# Dickinson (Texas)
Dickinson is een plaats (city) in de Amerikaanse staat Texas, en valt bestuurlijk gezien onder Galveston County.

## Demografie
Bij de volkstelling in 2000 werd het aantal inwoners vastgesteld op 17.093.
In 2006 is het aantal inwoners door het United States Census Bureau geschat op 18.018, een stijging van 925 (5.4%).

## Geografie
Volgens het United States Census Bureau beslaat de plaats een oppervlakte van
25,4 km², waarvan 25,0 km² land en 0,4 km² water. Dickinson ligt op ongeveer 9 m boven zeeniveau.

## Plaatsen in de nabije omgeving
De onderstaande figuur toont nabijgelegen plaatsen in een straal van 12 km rond Dickinson.